# 科莫埃省
科莫埃省（法語：Comoé）是布基納法索瀑布大區東部的一個省，面積15,277平方公里。2006年人口400,534人。首府邦福拉。得名自流经该省的科莫埃河。
本區下轄九縣。